# Lonzig
Lonzig ist ein Ortsteil der Gemeinde Gutenborn im Burgenlandkreis in Sachsen-Anhalt, der vor allem durch den westlich anschließenden Truppenübungsplatz bekannt wurde.

## Lage
Die Ortschaft liegt unmittelbar nördlich der Landesgrenze zu Thüringen, am Übergang vom Altenburg-Zeitzer Lössgebiet in die Saale-Elster-Sandsteinplatte.

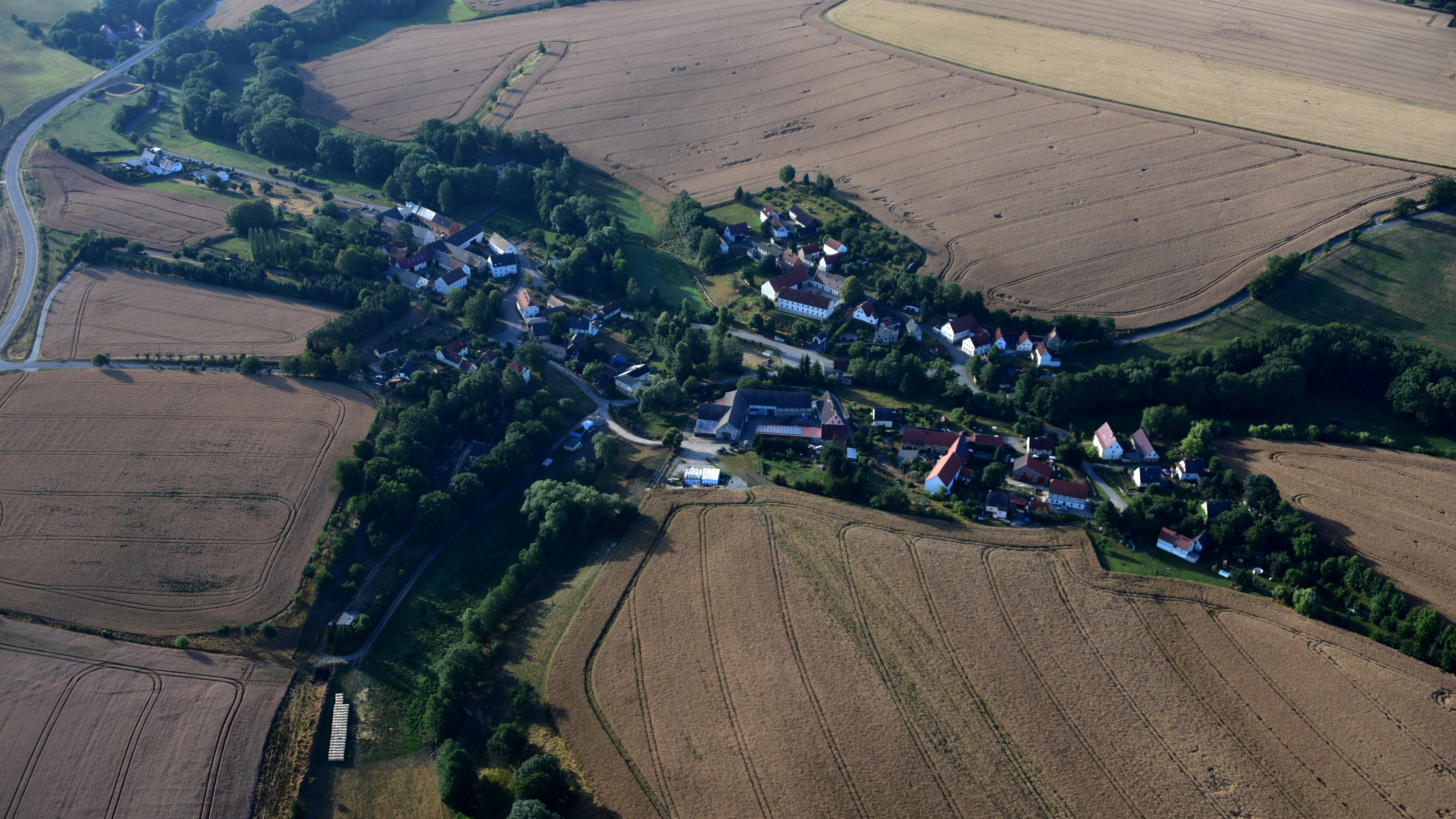
Lonzig, Luftaufnahme (2018)

## Geschichte
Lonzig wurde erstmals 976 urkundlich als Villa Lonisgo in einer Schenkungsurkunde von Kaiser Otto II. an das Bistum Zeitz erwähnt. Die bis dahin selbständige Gemeinde Lonzig wurde am 1. Juli 1950 nach Schellbach eingemeindet, Schellbach am 1. Januar 2010 nach Gutenborn.

## Sehenswürdigkeiten
Am östlichen Ortsrand befindet sich in Tallage eine zweigeschossige Mühlenanlage aus Bruchstein, Lehm und Fachwerk, erbaut im 18. bzw. 19. Jahrhundert. Ein Kriegerdenkmal an der Hauptstraße erinnert an die Gefallenen des Ersten Weltkrieges. Es ist an das Leipziger Völkerschlachtdenkmal angelehnt und verfügt über eine repräsentativ gestaltete Freitreppe sowie einen Gedenkblock, der von Lebensbäumen umsäumt wird.
Siehe auch Liste der Kulturdenkmale in Gutenborn